# Las tres preguntas

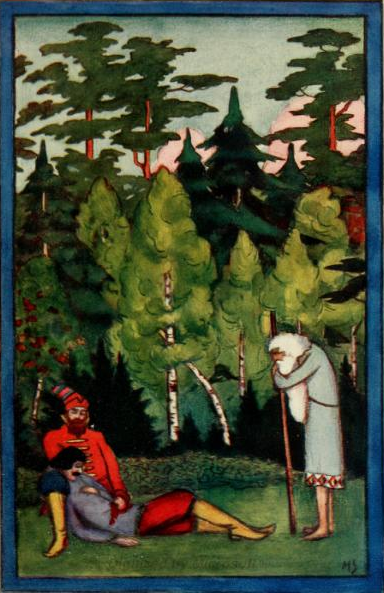
Ilustración de portada para el cuento realizado por Michael Sevier (1916)

Las tres preguntas es un cuento escrito por el escritor y novelista ruso León Tolstói (1828-1910), considerado como uno de los más grandes escritores de occidente y de la literatura mundial.

## Trama
Un emperador pensó un día que si conociera la respuesta a tres preguntas, siempre tendría todo bajo control. Estas eran: 
- ¿Cuál es el momento más oportuno para hacer cada cosa?
- ¿Cuál es la gente más importante con la que trabajar?
- ¿Cuál es la cosa más importante para hacer en todo momento?

Con el fin de obtener las respuestas, anunció que daría una gran recompensa a quien se las pudiera dar; pero fue en vano, ya que nadie le dio ninguna satisfactoria. Así que el emperador decidió visitar a un sabio ermitaño, quien en realidad, en vez de darle las respuestas, ayudó al emperador a encontrarlas y comprenderlas por sí mismo.